# Mardaici
Mardaici (syryjski: ܡܪ̈ܕܝܐ, arabski: المردة/ al-Mardah, grecki: Μαρδαΐται) – nazwa ludów zamieszkujących wyżynne regiony południowej Azji Mniejszej, Izaurii, Syrii i Libanu. Pierwsza wzmianka o Mardaitach pojawia się w VII wieku.

## Pochodzenie
Ich pochodzenie jest kwestią sporną wśród uczonych. Istnieje na ten temat kilka teorii. Jedna z nich identyfikuje Mardaitów z ludem Djarādjima, który zamieszkiwał okolice łańcucha górskiego Amanus w Syrii i bagniste tereny na północ od Antiochii. Nazwa ludu wywodzi się od nazwy prowincji Gurgum w rejonie Germanicia lub od osady leżącej między Aleppo a Aleksandrettą, zwanej Djurdjūma, co znaczy „Bastion Djarādjima”. Nazwa ludu miała się zmienić z powodu tego iż po arabskiej inwazji prowadzili oni wojnę partyzancką przeciwko muzułmanom a semickie słowo „maridaye” oznacza partyzanta lub bandytę. Istnieje również teoria mówiąca iż Mardaici mogli być  ormiańskiego (Mardistan, nazwa regionu w historycznej Armenii) pochodzenia. Inna wersja mówi o związkach z Kurdami. Większość z nich była wyznawcami chrześcijaństwa, podlegali patriarsze Antiochii, ale byli zwolennikami monofizytyzmu lub monoteletyzmu.

## Mardaici w Syrii
Według źródeł, po arabskim podboju Lewantu, Mardaici zamieszkujący góry Libanu zachowali kontrolę nad swoimi osadami położonymi w najwyższych partiach gór. Kalifowie od około 660 roku próbowali ich wykorzystywać do obserwowania granicy z Bizancjum, ale Mardaici jako chrześcijanie byli temu raczej niechętni zwłaszcza że Arabowie zaczęli osiedlać na ich ziemiach obcych. W 671 roku Arabowie zdobyli Kyzikos a od 674 roku oblegali Konstantynopol. Bizantyjczycy wpadli wówczas na pomysł wykorzystania animozji między Mardaitami a Arabami i wysłali w góry Amanus swoich oficerów wraz z bronią i zaopatrzeniem. Mardaici chętnie przyjęli propozycje Bizancjum i rozpoczęli działania wojenne na tyłach muzułmańskiej armii. Udało im się zdobyć kontrolę nad terenami od gór Amanus aż po Jerozolimę (do której dotarli w 677 roku). Oczywiście nie sprawowali władzy nad całym tym terenem ale regularnie go najeżdżali totalnie dezorganizując arabską administrację, zaopatrzenie dla wojska w Azji Mniejszej i siły lokalne. Przyłączało się do nich również wielu niewolników i lokalnych chrześcijan którzy wówczas stanowili jeszcze większość na terenach Syrii. Mu’awija nie był w stanie bronić podlegających mu terenów w wyniku czego zgodził się na proponowany przez Konstantyna pokój i zawarł go w 678 roku. Jednym z warunków traktatu było powstrzymanie Mardaitów przez Bizancjum.
Mardaici uaktywnili się ponownie dziesięć lat później, również z powodu Bizancjum. W 685 roku cesarzy Justynian II, chcąc wykorzystać problemy Kalifatu z buntownikami postanowił jeszcze je wzmóc. W 688 roku podburzył Mardaitów do wznowienia ataków na tereny kontrolowane przez Arabów i wspomógł ich posiłkami w postaci kawalerii. Kalif zaproponował wówczas nowy traktat pokojowy. Jednym z jego warunków było  przesiedlenie Mardaitów z gór Amanus na co Justynian II, mający własne plany co do wojowniczych górali, przystał. Za tę decyzję był później wielokrotnie krytykowany przez dziejopisarzy. Ci z Mardaitów którzy pozostali w Syrii zostali bez większych problemów rozbici przez Arabów, którzy w 708 roku zdobyli ich główną twierdzę. Syryjscy Mardaici, wobec swojej porażki, przeszli na stronę Arabów którzy pozwolili im zachować religię chrześcijańską pod warunkiem służby w armii. Walczyli potem na terenie Iraku i wspomagali arabskie wypady łupieżcze na Azję Mniejszą. Ostatnie wzmianki o Mardaitach w Syrii pochodzą z X wieku.

## Mardaici w Bizancjum
Według źródeł na tereny kontrolowane przez cesarstwo przeniosło się około 12 000 Mardaitów. Nie wiadomo jednak czy wśród nich znajdowały się także kobiety, dzieci i starcy czy tylko mężczyźnie w sile wieku, zdolni do służby wojskowej. Mardaici zostali w większości osiedleni w południowej części Azji Mniejszej, przede wszystkim w Pamfilii, Licji i Cylicji.
Na początku VIII wieku tereny na których osiedli Mardaici weszły w skład temu Kibyrrhaiotai w skład którego wchodziły wszystkie miejscowe siły lądowe i morskie. Mardaici zamieszkujący Attaleię zostali włączeni do sił morskich temu jako autonomiczna jednostka. Znajdowali się oni pod kontrolą oficera w randze katepana, który odbierał polecenia bezpośrednio od cesarza i był niezależny od lokalnych strategów. Mardaici stali się sławni jako marynarze, słynęli zwłaszcza z umiejętności używania szybkich jednostek do zwiadu jak i z nienawiści do Arabów z Syrii.
Później, w IX wieku, część Mardaitów przesiedlono na Peloponez do Nikopolis i do Kefalenii, gdzie kontynuowali służbę we flocie bizantyjskiej. Pod koniec IX wieku Mardaici z Peloponezu wzięli udział w kampaniach na Sycylii, natomiast w X wieku walczyli przeciwko Arabom na Krecie. Flota temu Kibyrrhaiotai podupadła w drugiej połowie X wieku w związku z czym zmniejsza się liczba informacji o tamtejszych Mardaitach. Ostatnie wzmianki pojawiają się w XI wieku, wydaje się więc że zasymilowali się oni z ludnością Azji Mniejszej.

## Znaczenie
Mardaici odegrali dużą rolę w anty arabskiej strategii Bizancjum w VII wieku, zwłaszcza w czasie oblężenie Konstantynopola. Ich rajdy na terenie Syrii w połączeniu z porażką Arabów na morzu uratowały stolicę Cesarstwa. Przesiedlenie Mardaitów na tereny Bizancjum spowodowało osłabienie wpływu cesarstwa na sprawy wewnętrzne kalifatu ale z drugiej strony wzmocniło jego obronność i przyczyniło się odrodzenia demograficznego wyniszczonego wojnami południa Azji Mniejszej. Stanowiło również znaczące wzmocnienie floty bizantyjskiej w której Mardaici masowo służyli, co miało duże znaczenie w kontekście rywalizacji z muzułmanami na morzach.

## Maronici
Bizantyjska ekspansja między 985 a 1025 rokiem spowodowała napływ Maronitów z doliny Orontesu do północnej części wyżyny libańskiej, przede wszystkim do doliny Kadisza. Maronici osiedlali się tam grupami jako federacje plemion lub klanów ze swoim patriarchą na czele. Zamieszkiwanie tych samych terenów i być może mieszane związki przyczyniły się do powstania poglądu wśród części Maronitów że są oni potomkami Mardaitów. Poglądy na niearabskie pochodzenie Maronitów były szczególnie popularne w czasie wojny domowej w Libanie, lokalni chrześcijanie skonfliktowani z muzułmanami i druzami chcieli samym sobie udowodnić, iż są oddzielnym ludem i z wrogami nie łączą ich żadne więzy krwi. Popularny był wówczas także pogląd o fenickim pochodzeniu Maronitów.

## Krytyka
Wielu historyków bagatelizuje kwestię Mardaitów w kontekście stosunków między Arabami a Bizancjum i kwestionuje stopień ich niezależności od muzułmańskich zdobywców. Twierdzą oni że ziemie zajmowane przez Mardaitów i ich akcje nigdy nie miały znaczenia strategicznego i nie stanowiły zagrożenia dla żywotnych interesów kalifatu. Zwracają również uwagę iż Bizancjum niechętnie współpracowało z innymi grupami monofizytów i monoteletów, gdyż uważało ich za heretyków, posuwając się nawet do prześladowań. Zdaniem tej części uczonych jest mało prawdopodobne aby współpraca bizantyjsko- mardaicka była tak mocno rozwinięta.